# Nordamerikanska mästerskapet i volleyboll för damer 2007
Nordamerikanska mästerskapet 2007 i volleyboll för damer hölls 17-22 september 2007 i Winnipeg, Kanada. Det var den tjugonde upplagan av tävlingen och 8 landslag från NORCECA:s medlemsförbund deltog. Kuba vann tävlingen för trettonde gången genom att besegra USA i finalen. Nancy Carrillo utsågs till mest värdefulla spelare.

## Deltagande lag
| Lag                     | Deltog senast                |
| ----------------------- | ---------------------------- |
| Kanada                  | Trinidad och Tobago 2005     |
| Costa Rica              | Dominikanska republiken 2003 |
| Kuba                    | Trinidad och Tobago 2005     |
| Dominikanska republiken | Trinidad och Tobago 2005     |
| Mexiko                  | Trinidad och Tobago 2005     |
| Puerto Rico             | Trinidad och Tobago 2005     |
| USA                     | Trinidad och Tobago 2005     |
| Trinidad och Tobago     | Trinidad och Tobago 2005     |

## Grupper
| Grupp A                                  | Grupp B                                                      |
| ---------------------------------------- | ------------------------------------------------------------ |
| Kanada · Costa Rica · Kuba · Puerto Rico | Dominikanska republiken · Mexiko · USA · Trinidad och Tobago |

## Första rundan

### Grupp A

#### Resultat
| Datum    | Mellan                   | Resultat | Set   | Set   | Set   | Set   | Set  | Poäng totalt | Speltid | Åskådare |
| Datum    | Mellan                   | Resultat | 1     | 2     | 3     | 4     | 5    | Poäng totalt | Speltid | Åskådare |
| -------- | ------------------------ | -------- | ----- | ----- | ----- | ----- | ---- | ------------ | ------- | -------- |
| 17-09-07 | Kanada - Costa Rica      | 3 - 0    | 25:18 | 25:16 | 25:18 |       |      | 75 - 52      | 1h:07   | 1000     |
| 17-09-07 | Kuba - Puerto Rico       | 3 - 1    | 25:22 | 24:26 | 25:21 | 25:12 |      | 99 - 81      | 1h:26   | 344      |
| 18-09-07 | Kuba - Costa Rica        | 3 - 0    | 25:14 | 25:8  | 25:15 |       |      | 75 - 37      | 0h:58   | 200      |
| 18-09-07 | Kanada - Puerto Rico     | 3 - 2    | 25:20 | 25:20 | 24:26 | 15:25 | 15:4 | 104 - 95     | 1h:56   | 1.800    |
| 19-09-07 | Puerto Rico - Costa Rica | 3 - 0    | 25:16 | 25:13 | 25:19 |       |      | 75 - 48      | 1h:08   | 100      |
| 19-09-07 | Kanada - Kuba            | 0 - 3    | 20:25 | 18:25 | 10:25 |       |      | 48 - 75      | 0h:55   | 1.500    |

#### Sluttabell
| Pos | Landslag    | Poäng | Matcher | Matcher | Matcher   | Set   | Set       | Kvot  | Poäng | Poäng     | Kvot  |
| Pos | Landslag    | Poäng | Spelade | Vunna   | Förlorade | Vunna | Förlorade | Kvot  | Vunna | Förlorade | Kvot  |
| --- | ----------- | ----- | ------- | ------- | --------- | ----- | --------- | ----- | ----- | --------- | ----- |
| 1   | Kuba        | 6     | 3       | 3       | 0         | 9     | 1         | 9.000 | 249   | 166       | 1.500 |
| 2   | Kanada      | 4     | 3       | 2       | 1         | 6     | 5         | 1.200 | 227   | 222       | 1.022 |
| 3   | Puerto Rico | 2     | 3       | 1       | 2         | 6     | 6         | 1.000 | 251   | 251       | 1.000 |
| 4   | Costa Rica  | 0     | 3       | 0       | 3         | 0     | 9         | 0.000 | 137   | 225       | 0.608 |

### Grupp B

#### Resultat
| Datum    | Mellan                                        | Resultat | Set   | Set   | Set   | Set | Set | Poäng totalt | Speltid | Åskådare |
| Datum    | Mellan                                        | Resultat | 1     | 2     | 3     | 4   | 5   | Poäng totalt | Speltid | Åskådare |
| -------- | --------------------------------------------- | -------- | ----- | ----- | ----- | --- | --- | ------------ | ------- | -------- |
| 17-09-07 | USA - Trinidad och Tobago                     | 3 - 0    | 25:9  | 25:7  | 25:6  |     |     | 75 - 22      | 0h:48   | 32       |
| 17-09-07 | Dominikanska republiken - Mexiko              | 3 - 0    | 25:17 | 25:19 | 25:13 |     |     | 75 - 49      | 1h:02   | 75       |
| 18-09-07 | Trinidad och Tobago - Dominikanska republiken | 0 - 3    | 13:25 | 12:25 | 13:25 |     |     | 38 - 75      | 0h:50   | 150      |
| 18-09-07 | Mexiko - USA                                  | 0 - 3    | 6:25  | 13:25 | 10:25 |     |     | 29 - 75      | 0h:52   | 100      |
| 19-09-07 | Mexiko - Trinidad och Tobago                  | 3 - 0    | 25:22 | 25:16 | 25:15 |     |     | 75 - 53      | 1h:04   | 250      |
| 19-09-07 | USA - Dominikanska republiken                 | 3 - 0    | 25:20 | 25:18 | 25:22 |     |     | 75 - 60      | 1h:10   | 1.000    |

#### Sluttabell
| Pos | Landslag                | Poäng | Matcher | Matcher | Matcher   | Set   | Set       | Kvot  | Poäng | Poäng     | Kvot  |
| Pos | Landslag                | Poäng | Spelade | Vunna   | Förlorade | Vunna | Förlorade | Kvot  | Vunna | Förlorade | Kvot  |
| --- | ----------------------- | ----- | ------- | ------- | --------- | ----- | --------- | ----- | ----- | --------- | ----- |
| 1   | USA                     | 6     | 3       | 3       | 0         | 9     | 0         | MAX   | 225   | 111       | 2.027 |
| 2   | Dominikanska republiken | 5     | 3       | 2       | 1         | 6     | 3         | 2.000 | 210   | 162       | 1.296 |
| 3   | Mexiko                  | 4     | 3       | 1       | 2         | 3     | 6         | 0.500 | 153   | 203       | 0.753 |
| 4   | Trinidad och Tobago     | 3     | 3       | 0       | 3         | 0     | 9         | 0.000 | 113   | 225       | 0.502 |

## Slutspelsfasen

### Spelschema
|  | Kvartsfinaler           | Kvartsfinaler           | Kvartsfinaler           |                         |        | Semifinaler | Semifinaler | Semifinaler             |                         |                     | Final               | Final               | Final |  |
|  |                         |                         |                         |                         |        |             |             |                         |                         |                     |                     |                     |       |  |
|  |                         |                         |                         |                         |        | Kuba        | Kuba        | 3                       |                         |                     |                     |                     |       |  |
|  |                         |                         |                         |                         |        | Kuba        | Kuba        | 3                       |                         |                     |                     |                     |       |  |
|  |                         |                         | Dominikanska republiken | Dominikanska republiken | 0      |             |             |                         |                         |                     |                     |                     |       |  |
|  | Puerto Rico             | Puerto Rico             | Dominikanska republiken | Dominikanska republiken | 0      | 0           |             |                         |                         |                     |                     |                     |       |  |
|  | Puerto Rico             | Puerto Rico             |                         |                         |        |             |             |                         |                         |                     |                     |                     |       |  |
|  | Dominikanska republiken | Dominikanska republiken | 3                       |                         |        |             |             |                         |                         |                     |                     |                     |       |  |
|  | Dominikanska republiken | Dominikanska republiken | 3                       |                         | Kuba   | Kuba        | 3           |                         |                         |                     |                     |                     |       |  |
|  |                         |                         |                         |                         |        |             |             |                         |                         |                     |                     |                     |       |  |
|  |                         |                         | USA                     | USA                     | 2      |             |             |                         |                         |                     |                     |                     |       |  |
|  | Kanada                  | Kanada                  | USA                     | USA                     | 2      | 3           |             |                         |                         |                     |                     |                     |       |  |
|  | Kanada                  | Kanada                  |                         |                         |        | 3           |             |                         |                         |                     |                     |                     |       |  |
|  | Mexiko                  | Mexiko                  | 0                       |                         |        |             |             |                         |                         |                     |                     |                     |       |  |
|  | Mexiko                  | Mexiko                  | 0                       |                         | Kanada | Kanada      | 0           |                         |                         | Match om tredjepris | Match om tredjepris | Match om tredjepris |       |  |
|  |                         |                         |                         |                         | Kanada | Kanada      | 0           |                         |                         |                     |                     |                     |       |  |
|  |                         |                         | USA                     | USA                     | 3      |             |             |                         |                         |                     |                     |                     |       |  |
|  |                         |                         |                         | USA                     | 3      |             |             | Dominikanska republiken | Dominikanska republiken | 3                   |                     |                     |       |  |
|  |                         |                         |                         |                         |        |             |             | Dominikanska republiken | Dominikanska republiken | 3                   |                     |                     |       |  |
|  |                         |                         |                         |                         |        | Kanada      | Kanada      | 2                       |                         |                     |                     |                     |       |  |

#### Resultat
| Datum    | Mellan                                | Resultat | Set   | Set   | Set   | Set   | Set   | Poäng totalt | Speltid | Åskådare |
| Datum    | Mellan                                | Resultat | 1     | 2     | 3     | 4     | 5     | Poäng totalt | Speltid | Åskådare |
| -------- | ------------------------------------- | -------- | ----- | ----- | ----- | ----- | ----- | ------------ | ------- | -------- |
| 20-09-07 | Puerto Rico - Dominikanska republiken | 0 - 3    | 22:25 | 22:25 | 15:25 |       |       | 59 - 75      | 1h:09   | 1.200    |
| 20-09-07 | Kanada - Mexiko                       | 3 - 0    | 25:17 | 25:10 | 25:16 |       |       | 75 - 43      | 1h:01   | 2.000    |
| 21-09-07 | Kuba - Dominikanska republiken        | 3 - 0    | 25:15 | 25:19 | 25:23 |       |       | 75 - 57      | 0h:50   | 800      |
| 21-09-07 | Kanada - USA                          | 0 - 3    | 18:25 | 11:25 | 23:25 |       |       | 52 - 75      | 0h:55   | 600      |
| 22-09-07 | Kanada - Dominikanska republiken      | 2 - 3    | 17:25 | 25:22 | 23:25 | 25:20 | 13:15 | 103 - 107    | 2h:03   | 3.000    |
| 22-09-07 | USA - Kuba                            | 2 - 3    | 25:22 | 18:25 | 25:19 | 23:25 | 16:18 | 107 - 109    | 2h:20   | 3.000    |

### Spel om plats 5-8
|  | Matcher om plats 5-8 | Matcher om plats 5-8 |        |             | Spel om femteplats  | Spel om femteplats  |  |
|  |                      |                      |        |             |                     |                     |  |
|  | Mexiko               | 3                    |        |             |                     |                     |  |
|  | Mexiko               | 3                    |        |             |                     |                     |  |
|  | Mall:Landsdata CRIM  | 1                    |        |             |                     |                     |  |
|  | Mall:Landsdata CRIM  | 1                    |        | Puerto Rico | 3                   |                     |  |
|  |                      |                      |        | Puerto Rico | 3                   |                     |  |
|  |                      |                      | Mexiko | 0           |                     |                     |  |
|  | Puerto Rico          | 3                    | Mexiko | 0           |                     |                     |  |
|  | Puerto Rico          | 3                    |        |             |                     |                     |  |
|  | Trinidad och Tobago  | 0                    |        |             | Spel om sjundeplats | Spel om sjundeplats |  |
|  | Trinidad och Tobago  | 0                    |        |             |                     |                     |  |
|  |                      |                      |        |             |                     |                     |  |
|  |                      |                      |        |             | Costa Rica          | 3                   |  |
|  |                      |                      |        |             | Costa Rica          | 3                   |  |
|  |                      |                      |        |             | Trinidad och Tobago | 0                   |  |

#### Resultat
| Datum    | Mellan                            | Resultat | Set   | Set   | Set   | Set   | Set | Poäng totalt | Speltid | Åskådare |
| Datum    | Mellan                            | Resultat | 1     | 2     | 3     | 4     | 5   | Poäng totalt | Speltid | Åskådare |
| -------- | --------------------------------- | -------- | ----- | ----- | ----- | ----- | --- | ------------ | ------- | -------- |
| 21-09-07 | Mexiko - Costa Rica               | 3 - 1    | 18:25 | 25:15 | 25:17 | 25:21 |     | 93 - 78      | 1h:20   | -        |
| 21-09-07 | Puerto Rico - Trinidad och Tobago | 3 - 0    | 25:11 | 25:10 | 25:15 |       |     | 75 - 36      | 1h:10   | -        |
| 22-09-07 | Costa Rica - Trinidad och Tobago  | 3 - 0    | 25:19 | 25:20 | 25:19 |       |     | 75 - 58      | 1h:15   | 900      |
| 22-09-07 | Puerto Rico - Mexiko              | 3 - 0    | 25:16 | 26:24 | 25:10 |       |     | 76 - 50      | 1h:00   | 1.200    |

## Slutplaceringar
| Placering | Lag                     | Kvalificerat för    |
| --------- | ----------------------- | ------------------- |
|           | Kuba                    | FIVB World Cup 2007 |
|           | USA                     | FIVB World Cup 2007 |
|           | Dominikanska republiken |                     |
| 4         | Kanada                  |                     |
| 5         | Puerto Rico             |                     |
| 6         | Mexiko                  |                     |
| 7         | Costa Rica              |                     |
| 8         | Trinidad och Tobago     |                     |

## Individuella utmärkelser
| Utmärkelse              | Namn                | Lag                     |
| ----------------------- | ------------------- | ----------------------- |
| Mest värdefulla spelare | Nancy Carrillo      | Kuba                    |
| Bästa poängvinnare      | Bethania de la Cruz | Dominikanska republiken |
| Bästa anfallare         | Nancy Carrillo      | Kuba                    |
| Bästa blockare          | Nancy Carrillo      | Kuba                    |
| Bästa servare           | Áurea Cruz          | Puerto Rico             |
| Bästa passare           | Vilmarie Mojica     | Puerto Rico             |
| Bästa försvarare        | Debora Seilhamer    | Puerto Rico             |
| Bästa libero            | Carmen Casó         | Dominikanska republiken |